# Mestni log
Mestni log je del Ljubljane, ki leži na njenem jugozahodnem delu, na robu Ljubljanskega barja. S središčem mesta ga povezujejo mestne avtobusne linije št. 1 in 1B.
V Mestnem logu se v obrtni coni nahajajo stavbe Pošte Slovenije, Komunalnega podjetja, Lesnine, policijske postaje, Merkurja ... 
Ob nekdanjem avtobusnem obračališču Mestni log se razprostirajo površine Športnega parka Svoboda.
Na južni strani mimo teče Mali graben.